# Morellia lopesae
Morellia lopesae är en tvåvingeart som beskrevs av Pamplona 1986. Morellia lopesae ingår i släktet Morellia och familjen husflugor. Inga underarter finns listade i Catalogue of Life.